# Barlabás Piroska
Barlabás Piroska, Bitay Károlyné (Nagyenyed, 1898. január 13. – 1983. augusztus 25.) romániai magyar ifjúsági író, tankönyvíró.

## Életútja
Nagyváradon szerzett tanítónői oklevelet. A Szövetkezés c. lap munkatársa, elbeszélései, meséi itt és a Hangya-naptárakban jelentek meg. Cikkeit, tudósításait közölte a Keleti Újság, Brassói Lapok, majd a Művelődés, Dolgozó Nő. Munkája: Háztartástan. Vezérkönyv az elemi iskolai V-VII. osztálya számára (Bácsy Tiborral, Kolozsvár, 1928).